# Martinus Wilhelmus Liernur
Martinus Wilhelmus Liernur (Den Haag, 4 maart 1833 – aldaar, 27 december 1901) was een Nederlands schilder en etser.

## Leven en werk
Liernur was een zoon van Paulus Antonius Liernur en Johanna Gerarda Daame. Zijn vader was kamerbewaarder bij de Hoge Raad van Adel. Hij was enkele jaren getrouwd met Maria Henriette Saltet (1835-1869), lid van de familie Saltet.
Martinus studeerde, in navolging van zijn broer Paulus Antonius Liernur, aan de Haagse Academie van Beeldende Kunsten (1844-1845). Hij etste en schilderde landschappen met figuren, genrestukken en portretten. Hij nam deel aan diverse tentoonstellingen van Levende Meesters. Liernur gaf les aan onder anderen Adrienne Jacqueline s' Jacob, Mien Marchant en zijn neef Alexander Liernur.
Liernur overleed in 1901, op 68-jarige leeftijd, in zijn woonplaats Den Haag.

## Afbeeldingen

Marcellus Emants (1862)
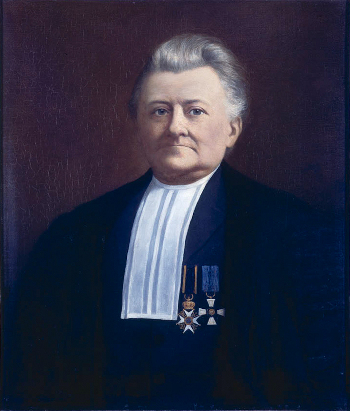
Jacobus Isaac Doedes (1898)

## Werk in openbare collecties (selectie)
- Rijksmuseum Amsterdam
- Marinemuseum (Den Helder)
- Universiteitsmuseum (Utrecht)